# Cinque Nazioni 1971
Il Cinque Nazioni 1971 (in inglese 1971 Five Nations Championship; in francese Tournoi des Cinq Nations 1971; in gallese Pencampwriaeth y Pum Gwlad 1971) fu la 42ª edizione del torneo annuale di rugby a 15 tra le squadre nazionali di Francia, Galles, Inghilterra, Irlanda e Scozia, nonché la 77ª in assoluto considerando anche le edizioni dell'Home Nations Championship.
Si tenne dal 16 gennaio al 27 marzo 1971 e fu vinto dal Galles per la ventiseiesima volta, nell'occasione con il Grande Slam: decisivo l'ultimo incontro gallese contro i francesi allo stadio di Colombes che, se vinto dai padroni di casa, avrebbe significato titolo condiviso a quota 6 punti in classifica; gli ospiti si imposero invece 9-5 e vinsero in solitaria e a punteggio pieno.
Il valore delle marcature, come stabilito dall’IRFB nel 1948, era: 3 punti per ciascuna meta (5 se trasformata), 3 punti per la realizzazione di ciascun calcio piazzato, mark o drop.

## Nazionali partecipanti e sedi
| Squadra     | Città     | Impianto interno      |
| ----------- | --------- | --------------------- |
| Francia     | Colombes  | Stadio Yves du Manoir |
| Galles      | Cardiff   | Arms Park             |
| Inghilterra | Londra    | Twickenham            |
| Irlanda     | Dublino   | Lansdowne Road        |
| Scozia      | Edimburgo | Murrayfield           |

## Risultati
| Arbitro: | Kevin Kelleher |

|                      |      |          |
| Sillières Villepreux | mt   | Steele   |
| Villepreux (2)       | tr   | P. Brown |
| Villepreux           | c.p. | I. Smith |

| Arbitro: | Paddy d'Arcy |

|                        |      |             |
| J. Bevan G. Davies (2) | mt   | Hannaford   |
| J. Taylor (2)          | tr   |             |
| J. P. R. Williams      | c.p. | Rossborough |
| John (2)               | drop |             |

| Arbitro: | Larry Lamb |

|                   |      |                           |
| Grant             | mt   |                           |
| B. O'Driscoll (2) | c.p. | Villepreux (2) J.L. Bérot |

| Arbitro: | Mike Titcomb |

|                |      |                                        |
| Rea Carmichael | mt   | G. Davies G. Edwards B. John J. Taylor |
|                | tr   | B. John J. Taylor                      |
| P. Brown (4)   | c.p. | B. John                                |

| Arbitro: | Meirion Joseph |

|              |      |            |
| Duggan Grant | mt   |            |
|              | c.p. | Hiller (3) |

| Arbitro: | Tony Lewis |

|            |      |                   |
| Hiller     | mt   | Bertranne Cantoni |
| Hiller     | tr   | Villepreux        |
| Hiller (3) | c.p. | Villepreux        |
|            | drop | J.L. Bérot        |

| Arbitro: | Ken Jones |

|          |      |                  |
| Frame    | mt   | Duggan (2) Grant |
| P. Brown | tr   | Gibson           |
|          | c.p. | Gibson (2)       |

| Arbitro: | Johnny Johnson |

|                              |      |               |
| G. Davies (2) G. Edwards (2) | mt   |               |
| B. John                      | tr   |               |
| B. John (2)                  | c.p. | M. Gibson (3) |
| B. John                      | drop |               |

| Arbitro: | Charles Durand |

|              |      |                       |
| Hiller Neary | mt   | P. Brown Paterson Rea |
|              | tr   | P. Brown (2)          |
| Hiller (3)   | c.p. |                       |
|              | drop | Paterson              |

| Arbitro: | Jake Young |

|            |      |                    |
| B. Dauga   | mt   | G. Edwards B. John |
| Villepreux | tr   |                    |
| B. John    | c.p. |                    |

## Classifica
| Pos | Squadra     | G | V | N | P | PF | PS | DP  | Pt |
| --- | ----------- | - | - | - | - | -- | -- | --- | -- |
| 1   | Galles      | 4 | 4 | 0 | 0 | 73 | 38 | +35 | 8  |
| 2   | Francia     | 4 | 1 | 2 | 1 | 41 | 40 | +1  | 4  |
| 3   | Irlanda     | 4 | 1 | 1 | 2 | 41 | 46 | −5  | 3  |
| 4   | Inghilterra | 4 | 1 | 1 | 2 | 44 | 58 | −14 | 3  |
| 5   | Scozia      | 4 | 1 | 0 | 3 | 47 | 64 | −17 | 2  |